# Sandy Martin
Sandy Martin (Filadelfia, 3 marzo 1949) è un'attrice statunitense.

## Filmografia parziale

### Cinema
- Oltre ogni limite (Extremities), regia di Robert M. Young (1986)
- Barfly - Moscone da bar (Barfly), regia di Barbet Schroeder (1987)
- Speed, regia di Jan de Bont (1994)
- Un corpo da reato (One Night at McCool's), regia di Harald Zwart (2001)
- Napoleon Dynamite, regia di Jared Hess (2004)
- Io & Marley (Marley & Me), regia di David Frankel (2008)
- My Suicide, regia di David Lee Miller (2009)
- Tre manifesti a Ebbing, Missouri (Three Billboards Outside Ebbing, Missouri), regia di Martin McDonagh (2017)
- Dumbo, regia di Tim Burton (2019)

#### Doppiatrice
- Luca, regia di Enrico Casarosa (2021)

### Televisione
- Ai confini della realtà (The Twilight Zone) – serie TV, episodio 1x11 (1985)
- E.R. - Medici in prima linea (ER) – serie TV, episodi 2x13-8x07 (1996-2001)
- Senza traccia (Without a Trace) - serie TV, 1 episodio (2005)
- Desperate Housewives – serie TV, episodio 1x18 (2005)
- Parenthood – serie TV, episodio 4x02 (2012)
- 2 Broke Girls - serie TV, 1 episodio (2012)
- Hand of God - serie TV, 10 episodi (2014-2017)
- Ray Donovan - serie TV, 13 episodi (2018-2020)

## Doppiatrici italiane
Nelle versioni in italiano delle opere in cui ha recitato, Sandy Martin è stata doppiata da:
- Graziella Polesinanti in Desperate Housewives - I segreti di Wisteria Lane, Ray Donovan, Grey's Anatomy, Dumbo
- Paila Pavese in Cold Case - Delitti irrisolti, Tre manifesti a Ebbing, Missouri
- Franca Lumachi in Perversioni femminili
- Rita Savagnone in CSI: NY
- Cristina Piras in The Closer
- Barbara Castracane in Il fidanzato di mia sorella

Da doppiatrice è sostituita da:
- Ludovica Modugno in Luca